# Jong Il-gwan
Jong Il-gwan ((정일관?, 鄭日冠?); 30 ottobre 1992) è un calciatore nordcoreano, attaccante del Rimyongsu e della nazionale nordcoreana.

## Carriera

### Club
Jang Kuk-Chol gioca al Rimyongsu.

### Nazionale
Conta 15 presenze e 2 reti per la Corea del Nord.

## Statistiche

### Cronologia presenze e reti in nazionale
| Cronologia completa delle presenze e delle reti in nazionale ― Corea del Nord | Cronologia completa delle presenze e delle reti in nazionale ― Corea del Nord | Cronologia completa delle presenze e delle reti in nazionale ― Corea del Nord | Cronologia completa delle presenze e delle reti in nazionale ― Corea del Nord | Cronologia completa delle presenze e delle reti in nazionale ― Corea del Nord | Cronologia completa delle presenze e delle reti in nazionale ― Corea del Nord | Cronologia completa delle presenze e delle reti in nazionale ― Corea del Nord | Cronologia completa delle presenze e delle reti in nazionale ― Corea del Nord |
| Data                                                                          | Città                                                                         | In casa                                                                       | Risultato                                                                     | Ospiti                                                                        | Competizione                                                                  | Reti                                                                          | Note                                                                          |
| ----------------------------------------------------------------------------- | ----------------------------------------------------------------------------- | ----------------------------------------------------------------------------- | ----------------------------------------------------------------------------- | ----------------------------------------------------------------------------- | ----------------------------------------------------------------------------- | ----------------------------------------------------------------------------- | ----------------------------------------------------------------------------- |
| 08-01-2019                                                                    | Dubai                                                                         | Arabia Saudita                                                                | 4 – 0                                                                         | Corea del Nord                                                                | Coppa d'Asia 2019 - 1º turno                                                  | -                                                                             | cap. 90’                                                                      |
| 13-01-2019                                                                    | al-'Ayn                                                                       | Corea del Nord                                                                | 0 – 6                                                                         | Qatar                                                                         | Coppa d'Asia 2019 - 1º turno                                                  | -                                                                             | cap. 17’ 90+1’                                                                |
| 08-07-2019                                                                    | Ahmedabad                                                                     | Siria                                                                         | 5 – 2                                                                         | Corea del Nord                                                                | Intercontinental Cup 2019 - 1º turno                                          | -                                                                             | cap.                                                                          |
| 13-07-2019                                                                    | Ahmedabad                                                                     | India                                                                         | 2 – 5                                                                         | Corea del Nord                                                                | Intercontinental Cup 2019 - 1º turno                                          | 2                                                                             | cap.                                                                          |
| 15-07-2019                                                                    | Ahmedabad                                                                     | Corea del Nord                                                                | 1 – 0                                                                         | Tagikistan                                                                    | Intercontinental Cup 2019 - 1º turno                                          | -                                                                             | cap.                                                                          |
| 19-07-2019                                                                    | Ahmedabad                                                                     | Tagikistan                                                                    | 0 – 1                                                                         | Corea del Nord                                                                | Intercontinental Cup 2019 - Finale                                            | -                                                                             | cap.                                                                          |
| 05-09-2019                                                                    | Pyongyang                                                                     | Corea del Nord                                                                | 2 – 0                                                                         | Libano                                                                        | Qual. Mondiali 2022                                                           | 2                                                                             | cap.                                                                          |
| 10-09-2019                                                                    | Colombo                                                                       | Sri Lanka                                                                     | 0 – 1                                                                         | Corea del Nord                                                                | Qual. Mondiali 2022                                                           | -                                                                             | cap.                                                                          |
| 15-10-2019                                                                    | Pyongyang                                                                     | Corea del Nord                                                                | 0 – 0                                                                         | Corea del Sud                                                                 | Qual. Mondiali 2022                                                           | -                                                                             | cap.                                                                          |
| 14-11-2019                                                                    | Aşgabat                                                                       | Turkmenistan                                                                  | 3 – 1                                                                         | Corea del Nord                                                                | Qual. Mondiali 2022                                                           | -                                                                             | cap.                                                                          |
| 19-11-2019                                                                    | Beirut                                                                        | Libano                                                                        | 0 – 0                                                                         | Corea del Nord                                                                | Qual. Mondiali 2022                                                           | -                                                                             | cap. 83’                                                                      |
| Totale                                                                        |                                                                               | Presenze                                                                      | 10                                                                            |                                                                               | Reti                                                                          | 4                                                                             |                                                                               |

## Palmarès

### Nazionale
- Coppa d'Asia Under-19: 1

2010
- Giochi asiatici

2014

### Individuale
- Miglior giocatore del Campionato asiatico Under-19: 1

Cina 2010